# Nidularium bicolor
Nidularium bicolor là một loài thực vật có hoa trong họ Bromeliaceae. Loài này được (E.Pereira) Leme mô tả khoa học đầu tiên năm 2000.